# Filmographie de Marcello Mastroianni

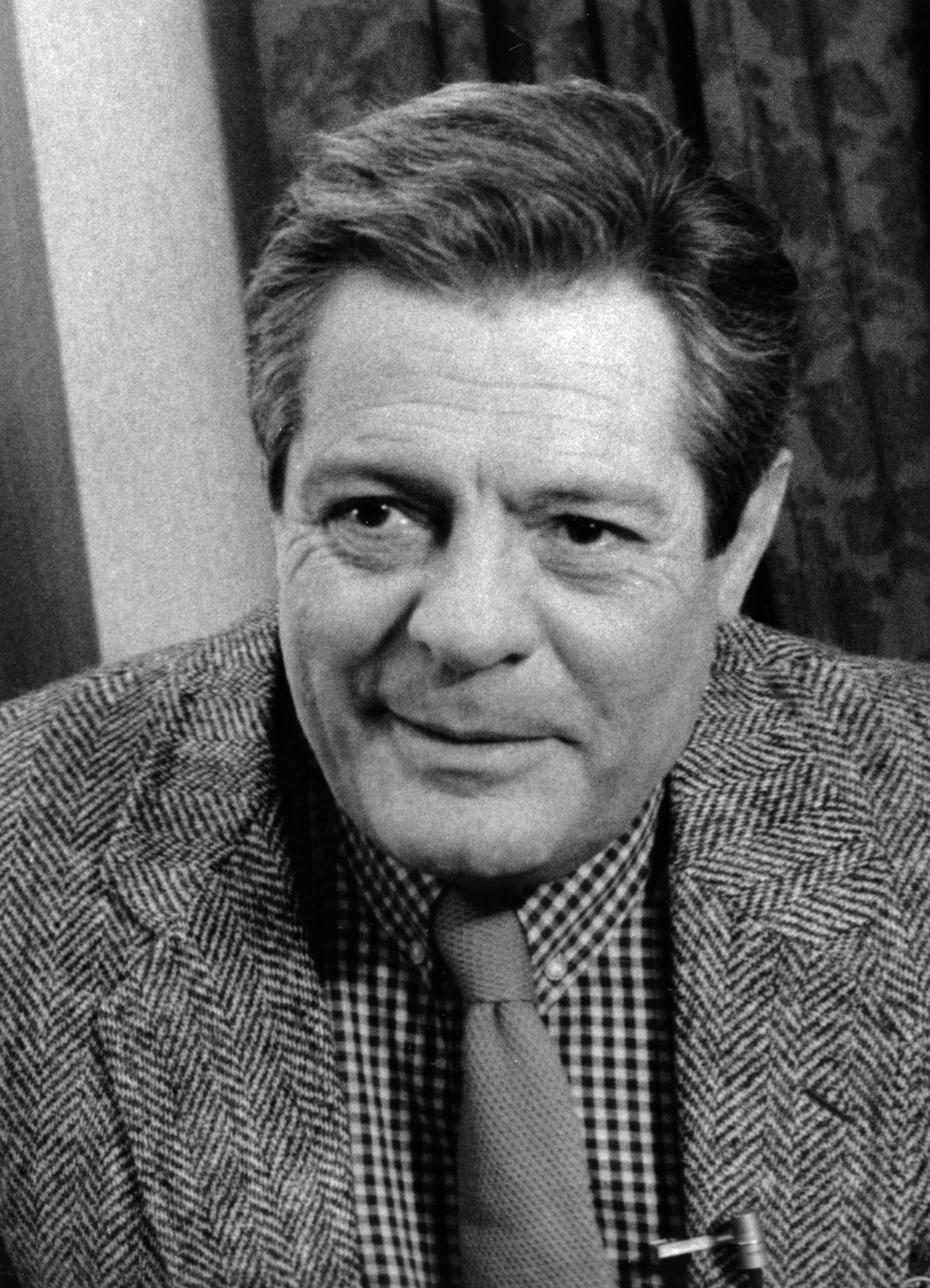
Marcello Mastroianni en 1980.

Cet article détaille la filmographie complète de l'acteur italien Marcello Mastroianni (1924-1996), qui consiste en environ 147 films.

## Cinéma

### Premiers travaux
- 1939 : Marionette de Carmine Gallone
- 1944 : Les Enfants nous regardent (I bambini ci guardano) de Vittorio De Sica
- 1948 : Le Pain des pauvres (Vertigine d'amore) de Luigi Capuano
- 1948 : Les Misérables ou L'Évadé du bagne (I miserabili) de Riccardo Freda : un révolutionnaire
- 1949 : Vent'anni de Giorgio Bianchi

### Années 1950
- 1950 : Dans les coulisses (Vita da cani) de Mario Monicelli et Steno : Carlo
- 1950 : Contre la loi (Contro la legge) de Flavio Calzavara : Marcello Curti
- 1950 : Dimanche d'août (Domenica d'agosto) de Luciano Emmer : Ercole
- 1950 : Les Mousquetaires de la mer (Cuori sul mare) de Giorgio Bianchi : Massimo Falchetti
- 1951 : L'Inconnue des cinq cités (Passaporto per l'oriente) (épisode « Rome » de Romolo Marcellini) : Aldo Mazzetti
- 1951 : Acte d'accusation (Atto d'accusa) de Giacomo Gentilomo : Renato La Torre
- 1951 : Paris est toujours Paris (Parigi è sempre Parigi) de Luciano Emmer : Marcello Venturi
- 1952 : Tragico ritorno de Pier Luigi Faraldo : Marco
- 1952 : Sensualité (Sensualità) de Clemente Fracassi : Carlo Sartori
- 1952 : Les Fiancés de Rome (Le ragazze di piazza di Spagna) de Luciano Emmer : Marcello Sartori
- 1952 : Penne nere d'Oreste Biancoli : Pieri
- 1952 : La muta di Portici de Giorgio Ansoldi (non crédité, à confirmer)
- 1952 : L'Ange du péché (L'eterna catena) d'Anton Giulio Majano : Walter Ronchi
- 1953 : Le Chemin de l'espérance (Il viale della speranza) de Dino Risi : Mario
- 1953 : La valigia dei sogni de Luigi Comencini
- 1953 : Il n'est jamais trop tard (Non è mai troppo tardi) de Filippo Walter Ratti : Riccardo
- 1953 : Lulù de Fernando Cerchio : Soletti
- 1953 : La Fièvre de vivre (Febbre di vivere) de Claudio Gora : Daniele
- 1953 : Les Héros du dimanche (Gli eroi della domenica) de Mario Camerini : Carlo Vagnetti, un joueur de football
- 1954 : L'Esclave du péché (Schiava del peccato) de Raffaello Matarazzo : Giulio
- 1954 : Conquête héroïque (La principessa delle Canarie) de Paolo Moffa et Carlos Serrano de Osma : Don Diego
- 1954 : Jours d'amour[1] (Giorni d'amore) de Giuseppe De Santis et Leopoldo Savona : Pasquale
- 1954 : La Chronique des pauvres amants (Cronache di poveri amanti) de Carlo Lizzani : Ugo
- 1954 : Quelques pas dans la vie (Tempi nostri) d'Alessandro Blasetti et Paul Paviot (épisode « Le Poupon ») : l'époux de Maria
- 1955 : Tam-tam (Tam tam mayumbe) de Gian Gaspare Napolitano et Folco Quilici : Alessandrini
- 1955 : Par-dessus les moulins (La bella mugnaia) de Mario Camerini : Luca
- 1955 : Dommage que tu sois une canaille (Peccato che sia una canaglia) d'Alessandro Blasetti : Paolo
- 1956 : La Maison du souvenir (Casa Ricordi) de Carmine Gallone : Gaetano Donizetti
- 1956 : La Chance d'être femme (La fortuna di essere donna) d'Alessandro Blasetti : Corrado Betti
- 1956 : Le Bigame (Il bigamo) de Luciano Emmer : Mario de Santis
- 1957 : Le Médecin et le Sorcier (Il medico e lo stregone) de Mario Monicelli : le docteur Francesco Marchetti
- 1957 : Le Moment le plus beau (Il momento più bello) de Luciano Emmer : Pietro Valeri
- 1957 : Pères et fils (Padri e figli) de Mario Monicelli : Cesare
- 1957 : Des filles et des hommes (La ragazza della salina) de František Čáp : Piero
- 1957 : Nuits blanches (Le notti bianche) de Luchino Visconti : Mario
- 1958 : Femmes d'un été (Racconti d'estate) de Gianni Franciolini : Marcello Mazzoni
- 1958 : Amour et Ennuis (Amore e guai) d'Angelo Dorigo : Franco
- 1958 : Le Pigeon (I soliti ignoti) de Mario Monicelli : Tiberio
- 1959 : Papa est amoureux (Tutti innamorati) de Giuseppe Orlandini : Giovanni
- 1959 : L'Ennemi de ma femme (Il nemico di mia moglie) de Gianni Puccini : Marco Tornabuoni
- 1959 : Un morceau de ciel (Un ettaro di cielo) d'Aglauco Casadio : Severino Balestra
- 1959 : La Loi (La legge) de Jules Dassin : Enrico Tosso, l'ingénieur agronome
- 1959 : Ferdinand Ier, roi de Naples (Ferdinando I. re di Napoli) de Gianni Franciolini : Gennarino

### Années 1960
- 1960 : Adua et ses compagnes (Adua e le compagne) d'Antonio Pietrangeli : Pietro Silvagni
- 1960 : La dolce vita de Federico Fellini : Marcello Rubini
- 1960 : Le Bel Antonio (Il bell'Antonio) de Mauro Bolognini : Antonio Magnano
- 1961 : Les Joyeux Fantômes (Fantasmi a Roma) d'Antonio Pietrangeli : Reginaldo di Roviano, Federico di Roviano et Gino
- 1961 : La Nuit (La notte) de Michelangelo Antonioni : Giovanni Pontano
- 1961 : L'Assassin (L'assassino) d'Elio Petri : Nello Poletti
- 1961 : Divorce à l'italienne (Divorzio all'italiana) de Pietro Germi : Ferdinando Cefalú
- 1962 : Vie privée de Louis Malle : Fabio
- 1962 : Journal intime (Cronaca familiare) de Valerio Zurlini : Enrico
- 1963 : Huit et demi (Otto e mezzo) de Federico Fellini : Guido Anselmi
- 1963 : Les Camarades (I compagni) de Mario Monicelli : professeur Sinigaglia
- 1963 : Hier, aujourd'hui et demain (Ieri, oggi, domani) de Vittorio De Sica : Carmine Sbaratti, Renzo et Augusto Rusconi
- 1964 : Mariage à l'italienne (Matrimonio all'italiana) de Vittorio De Sica : Domenico Soriano
- 1965 : Aujourd'hui, demain et après-demain[2] (Oggi, domani, dopodomani) de Marco Ferreri et Luciano Salce : Mario / Michele
- 1965 : Casanova 70 (Casanova '70) de Mario Monicelli : le major Andrea Rossi-Colombetti
- 1965 : La Dixième Victime (La decima vittima) d'Elio Petri : Marcello Polletti
- 1966 : Opération Opium (Poppies Are Also Flowers) de Terence Young : l'inspecteur Mosca
- 1966 : Moi, moi, moi et les autres (Io, io, io.... e gli altri) d'Alessandro Blasetti : Peppino Marassi
- 1966 : Spara forte, più forte... non capisco d'Eduardo De Filippo : Alberto Saporito
- 1967 : L'Étranger (Lo straniero) de Luchino Visconti : Meursault
- 1968 : Fantômes à l'italienne (Questi fantasmi) de Renato Castellani : le fantôme
- 1968 : Le Temps des amants (Amanti) de Vittorio De Sica : Valerion
- 1968 : Diamonds for Breakfast de Christopher Morahan : le grand duc Nicolas
- 1968 : Break-up, érotisme et ballons rouges[3] (L'uomo dei cinque palloni) de Marco Ferreri : Mario
- 1969 : Bloc-notes d'un cinéaste (Block-notes di un regista) de Federico Fellini : lui-même

### Années 1970
- 1970 : Le Voyeur (Giuochi particolari) de Franco Indovina : Sandro
- 1970 : Drame de la jalousie (Dramma della gelosia - tutti i particolari in cronaca) d'Ettore Scola : Oreste
- 1970 : Les Fleurs du soleil (I girasoli) de Vittorio De Sica : Antonio
- 1970 : Léo le dernier (Leo the Last) de John Boorman : le prince Léo
- 1971 : Scipion, dit aussi l'Africain (Scipione detto anche l'Africano) de Luigi Magni : Scipion l'Africain
- 1971 : Le Ravi (Permette? Rocco Papaleo) d'Ettore Scola : Rocco Papaleo
- 1971 : La Femme du prêtre (La moglie del prete) de Dino Risi : Don Mario Carlesi
- 1971 : Ça n'arrive qu'aux autres de Nadine Trintignant : Marcello
- 1972 : Fellini Roma de Federico Fellini : son propre personnage
- 1972 : Correva l'anno di grazia 1870 d'Alfredo Giannetti : Augusto Parenti
- 1972 : Liza de Marco Ferreri : Giorgio
- 1972 : Quoi ? (Che?) de Roman Polanski : Alex
- 1973 : Rapt à l'italienne (Mordi e fuggi) de Dino Risi : Giulio Borsi
- 1973 : L'Événement le plus important depuis que l'homme a marché sur la Lune de Jacques Demy : Marco Mazetti
- 1973 : Allonsanfàn de Paolo et Vittorio Taviani : Fulvio Imbriani
- 1973 : La Grande Bouffe (La grande abbuffata) de Marco Ferreri : Marcello
- 1973 : SS Représailles (Rappresaglia) de George Cosmatos : le père Pietro Antonelli
- 1973 : Salut l'artiste d’Yves Robert : Nicolas
- 1974 : Touche pas à la femme blanche ! (Non toccare la donna bianca) de Marco Ferreri : le général George Armstrong Custer
- 1975 : La Pépée du gangster (La pupa del gangster) de Giorgio Capitani : Charlie Colletto
- 1975 : Divine Créature (Divina creatura) de Giuseppe Patroni Griffi : le marquis Michele Barra
- 1975 : Vertiges (Per le antiche scale) de Mauro Bolognini : le professeur Bonaccorsi
- 1976 : Todo modo d'Elio Petri : Don Gaetano
- 1976 : Mesdames et messieurs, bonsoir (Signore e signori, buonanotte) de Luigi Comencini, Nanni Loy, Luigi Magni, Mario Monicelli et Ettore Scola : le journaliste de télévision
- 1976 : La Femme du dimanche (La donna della domenica) de Luigi Comencini : commissaire Santamaria
- 1976 : Culastrisce nobile veneziano de Flavio Mogherini : le marquis Luca Maria
- 1977 : La Maîtresse légitime (Mogliamante) de Marco Vicario : Luigi de Angelis
- 1977 : Une journée particulière (Una giornata particolare) d'Ettore Scola : Gabriele
- 1978 : Mélodie meurtrière (Giallo napoletano) de Sergio Corbucci : Raffaele Capece
- 1978 : Enquête à l'italienne (Doppio delitto) de Steno : Bruno Baldassarre
- 1978 : Rêve de singe (Ciao maschio) de Marco Ferreri : Luigi Nocello
- 1978 : La Fille (Così come sei) d'Alberto Lattuada : Giulio Marengo
- 1978 : D'amour et de sang (Fatto di sangue fra due uomini per causa di una vedova. Si sospettano moventi politici) de Lina Wertmüller : Rosario Maria Spallone
- 1979 : Le Grand Embouteillage (L'ingorgo) de Luigi Comencini : Marco Montefoschi

### Années 1980
- 1980 : La Cité des femmes (La città delle donne) de Federico Fellini : Snàporaz
- 1980 : La Terrasse (La terrazza) d'Ettore Scola : Luigi
- 1981 : Fantôme d'amour (Fantasma d’amore) de Dino Risi : Nino Monti
- 1981 : La Peau (La pelle) de Liliana Cavani : Curzio Malaparte
- 1982 : La Nuit de Varennes (Il mondo nuovo) d'Ettore Scola : Casanova, Chevalier de Seingalt
- 1982 : Derrière la porte (Oltre la porta) de Liliana Cavani : Enrico Sommi
- 1982 : Les Frénétiques (The Last Horror Film) de David Winters : lui-même[4]
- 1983 : Gabriela (Gabriela, Cravo e Canela) de Bruno Barreto : Nacib Saad
- 1983 : L'Histoire de Piera (Storia di Piera) de Marco Ferreri : Lorenzo, le père de Piera
- 1983 : Le Général de l'armée morte (Il generale dell'armata morta) de Luciano Tovoli : le général Ariosto
- 1984 : Henri IV, le roi fou (Enrico IV) de Marco Bellocchio : Henry IV
- 1985 : La Double Vie de Mathias Pascal (Le due vite di Mattia Pascal) de Mario Monicelli : Mattia Pascal
- 1985 : Macaroni (Maccheroni) d'Ettore Scola : Antonio Jasiello
- 1986 : L'Apiculteur (Ο Μελισσοκόμος) de Theo Angelopoulos : Spiros
- 1986 : Ginger et Fred (Ginger e Fred) de Federico Fellini : Pippo Botticella (Fred)
- 1987 : Intervista de Federico Fellini : son propre personnage
- 1987 : Miss Arizona de Pál Sándor : Rozsnyai
- 1987 : Le Pigeon vingt ans après (I soliti ignoti vent'anni dopo) d'Amanzio Todini : Tiberio
- 1987 : Les Yeux noirs (Очи чёрные) de Nikita Mikhalkov : Romano
- 1989 : Splendor d'Ettore Scola : Jordan
- 1989 : Quelle heure est-il ? (Che ora è) d'Ettore Scola : Marcello, le père

### Années 1990
- 1990 : Ils vont tous bien ! (Stanno tutti bene) de Giuseppe Tornatore : Matteo Scuro
- 1991 : Tchin-Tchin (Cin cin) de Gene Saks : Cesareo Grimaldi
- 1991 : Dans la soirée (Verso sera) de Francesca Archibugi : le professeur Bruschi
- 1991 : Le Pas suspendu de la cigogne (Το Μετέωρο Βήμα του Πελαργού) de Theo Angelopoulos : l'homme politique manquant
- 1991 : Le Voleur d'enfants de Christian de Chalonge : Bigua
- 1992 : 4 New-yorkaises (Used People) de Beeban Kidron : Joe Meledandri
- 1993 : On n'en parle pas (De eso no se habla) de María Luisa Bemberg : Ludovico d'Andrea
- 1993 : Un, deux, trois, soleil de Bertrand Blier : Constantin Laspada, le père
- 1994 : Prêt-à-porter de Robert Altman : Sergeï / Sergio
- 1995 : Les Cent et Une Nuits de Simon Cinéma d'Agnès Varda : l'ami italien
- 1995 : Par-delà les nuages (Al di là delle nuvole) de Michelangelo Antonioni et Wim Wenders : l'homme de tous les vices
- 1996 : Pereira prétend (Sostiene Pereira) de Roberto Faenza : Pereira
- 1996 : Trois vies et une seule mort de Raoul Ruiz : Mateo Strano, Georges Vickers, Butler et Luc Allamand
- 1997 : Voyage au début du monde (Viagem ao Princípio do Mundo) de Manoel de Oliveira : Manoel

## Télévision
- 1978 : Le mani sporche d'Elio Petri : Hoederer
- 1995 : A che punto è la notte (it) de Nanni Loy : Salvatore Santamaria